# Świerzawa
Świerzawa (do 1945 niem. Schönau an der Katzbach, hist. pol. Szunów) – miasto w województwie dolnośląskim, w powiecie złotoryjskim, siedziba gminy miejsko-wiejskiej Świerzawa. Leży w dolinie Kaczawy, w centralnej części Pogórza Kaczawskiego.
Według danych GUS z 1 stycznia 2023 r. liczyło 2032 mieszkańców (833. miejsce w kraju), natomiast gęstość zaludnienia wynosiła 1154,5 osób/1 km² (18. miejsce w województwie dolnośląskim).
Położone 18 km na północny wschód od Jeleniej Góry. Lokalny ośrodek handlowo-usługowy i wypoczynkowy. Przez miasto przebiega nieczynna linia kolejowa Legnica – Złotoryja – Marciszów – Kamienna Góra – Lubawka.

## Nazwa
W księdze łacińskiej Liber fundationis episcopatus Vratislaviensis (pol. Księga uposażeń biskupstwa wrocławskiego) spisanej za czasów biskupa Henryka z Wierzbna w latach 1295–1305 miejscowość wymieniona jest w zlatynizowanej formie Schenow. W roku 1613 śląski regionalista i historyk Mikołaj Henel z Prudnika wymienił miejscowość w swoim dziele o geografii Śląska pt. Silesiographia podając jej łacińską nazwę: Schoenovia.
Słownik geograficzny Królestwa Polskiego wydany w latach 1880–1902 podaje dwie nazwy miejscowości niemiecką: Schoenau oraz polską historyczną Szunów. Również po 1945 roku początkowo używano nazw Szunów albo Sieńsk, do momentu nadania obecnej nazwy.

## Położenie
Świerzawa jest historycznym miasteczkiem położonym w południowej części województwa dolnośląskiego w powiecie złotoryjskim nad Kaczawą. Położenie miasta na Pogórzu Kaczawskim, w niewielkiej odległości na północ od Gór Kaczawskich stwarza możliwość rozwoju turystyki. 
Miasto leży przy drodze wojewódzkiej i w niedalekiej odległości od głównych tras:
- Droga wojewódzka nr 328 (Kamienna Góra – Złotoryja – Chojnów – Chocianów – Przemków – Nowe Miasteczko)
- Droga wojewódzka nr 365 (Jelenia Góra – Jawor) trasa ta przebiega w niewielkiej odległości od miasta przez Starą Kraśnicę.
- Droga krajowa nr 3 (Świnoujście – Szczecin – Gorzów Wielkopolski – Zielona Góra – Legnica – Jelenia Góra) trasa ta przebiega w odległości 17 km od Świerzawy
- Autostrada A4 (Korczowa – Jędrzychowice) autostradę od Świerzawy dzielą 32 km.

W Świerzawie do niedawna czynna była stacja kolejowa. Obecnie ruch na trasie kolejowej Legnica – Złotoryja – Kamienna Góra biegnącej przez miasto został wstrzymany.
Według danych z 1 stycznia 2011 r. powierzchnia miasta wynosiła 1,76 km².
Świerzawa historycznie leży na Dolnym Śląsku. W latach 1946–1975 administracyjnie należała do województwa wrocławskiego, a od 1975 do 1998 do województwa jeleniogórskiego.

## Historia

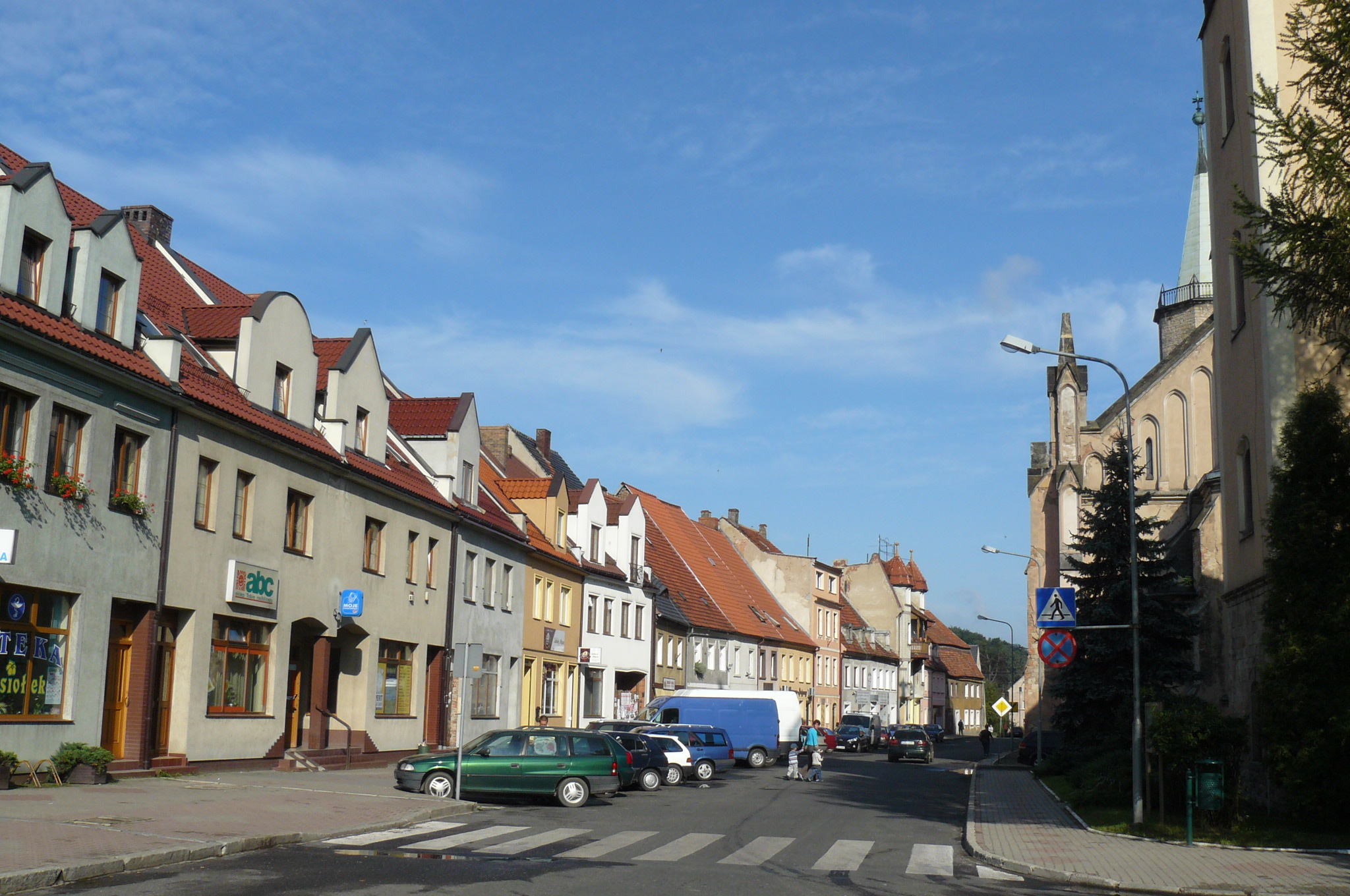
Fragment rynku

Świerzawa swą historią sięga roku 1195, kiedy to na miejscu dzisiejszego miasta Bolesław I Wysoki wybudował drewniany kościółek. Według legendy niemiecka nazwa Schönau pochodzi od wypowiedzi Agnieszki Habsburżanki, żony Bolka II Małego, która w drodze z Jawora do Złotoryi zatrzymała się w tym miejscu i rzekła "Hier will ich ein Haus haben auf der schönen Aue ("Chcę mieć dom na tej pięknej łące"). Pierwsza pisemna wzmianka o miejscowości pochodzi z roku 1268, po śmierci Bolesława II Rogatki w 1278 należała do księstwa lwóweckiego. Od 1286 polegała księstwu świdnicko-jaworskiemu, prawa miejskie nadał jej książę świdnicki Bolko I Surowy w 1296 roku. Świerzawa początkowo podlegała pod jurysdykcję Złotoryi, w 1321 została sprzedana przez Henryka jaworskiego rodowi Zedlitzów, w 1543 stała się samodzielnym miastem. Rozwijała się szybko i dynamicznie, gdyż leżała na głównym szlaku handlowym z Kamiennej Góry do Złotoryi.
Miasto wielokrotnie nawiedzały epidemie, pożary i wojny, miasto było celem ataków ponieważ nie posiadało murów miejskich. Największe zniszczenia przyniosła wojna trzydziestoletnia, podczas której, w wyniku pożaru, spaleniu uległa większa część zabudowy. Po tym incydencie nastąpiło wyraźne spowolnienie rozwoju i rozbudowy miasta. W latach 1818–1932 Świerzawa wspólnie z Bolkowem była siedzibą powiatu. W czasie I i II wojny światowej miasto nie doznało zniszczeń.
W 1945 r. miasto zostało włączone w granice Polski. Jego dotychczasową ludność wysiedlono do Niemiec. W 1973 zniesiono prawa miejskie Świerzawy, degradując ją do rangi wsi. Prawa te zostały przywrócone w 1984 roku.
30 września 2022 roku patronem Szkoły Podstawowej w Świerzawie został lekarz, pedagog, pisarz, publicysta i działacz społeczny – Janusz Korczak.

## Zabytki

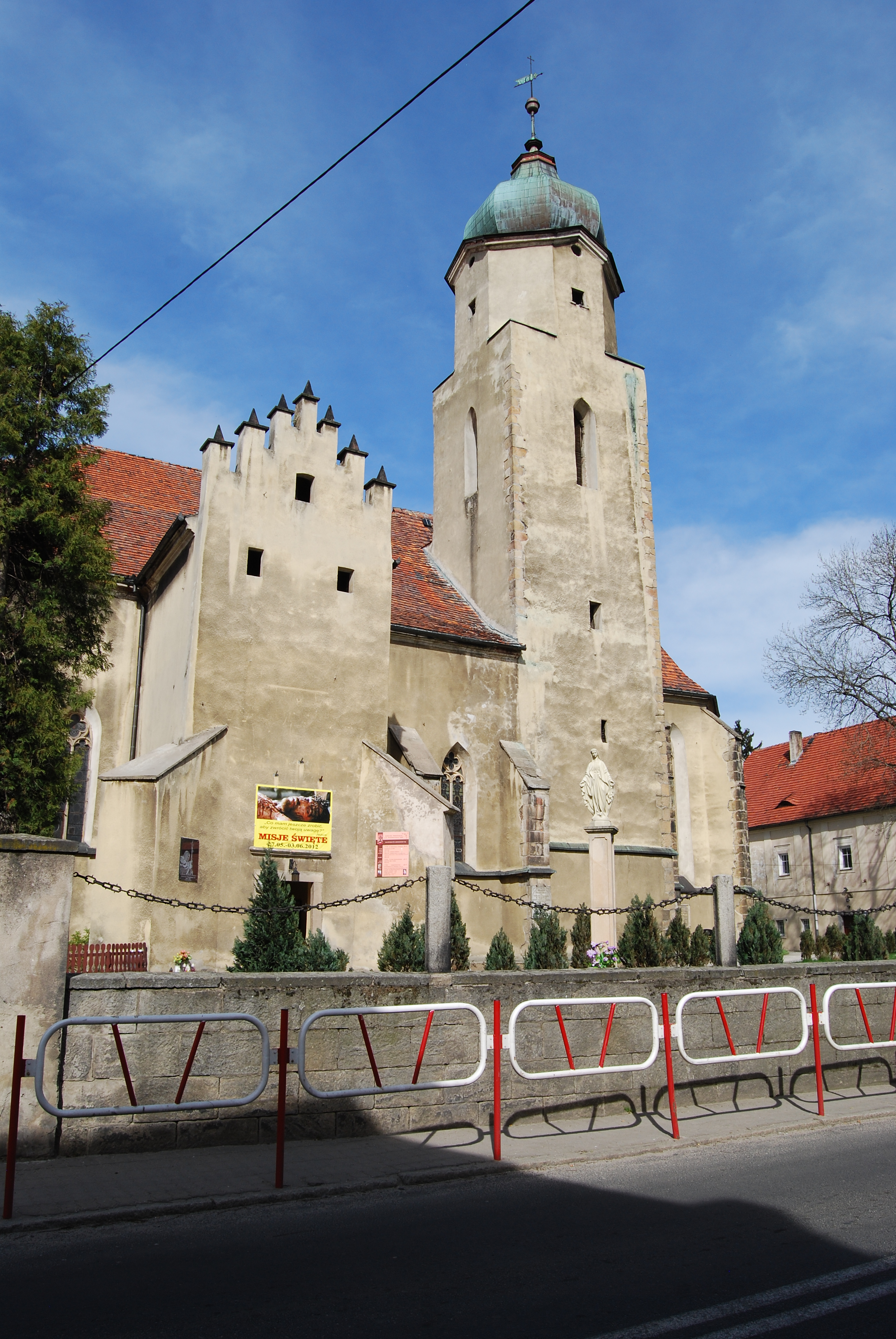
Kościół Wniebowzięcia NMP

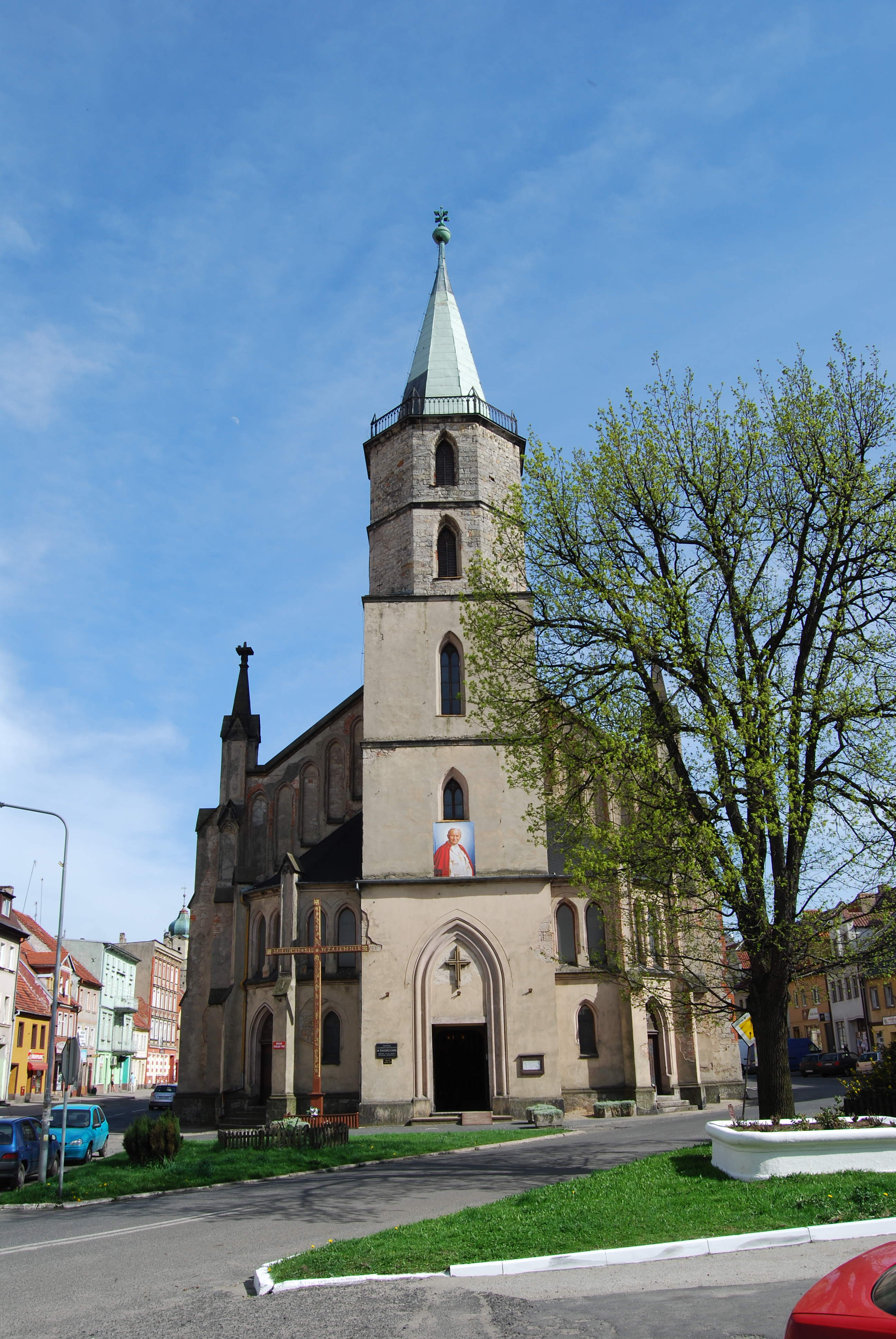
Kościół św. Józefa Opiekuna

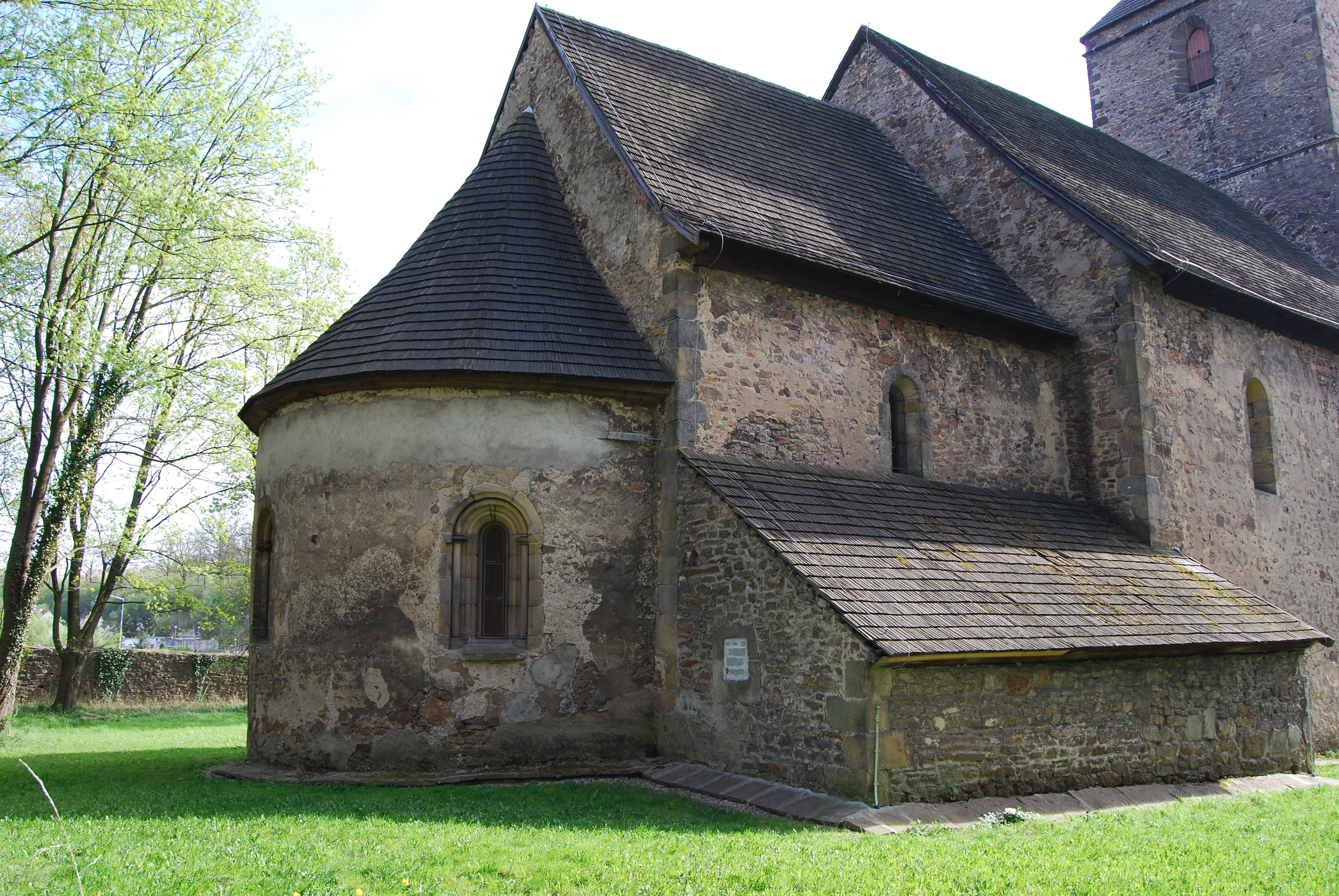
Kościół św. Jana i Katarzyny

Świerzawa nie odniosła znaczących strat w zabudowie podczas II wojny światowej.
Do wojewódzkiego rejestru zabytków wpisane są:
- ośrodek historyczny miasta, rynek otaczają XIX-wieczne kamieniczki, w tym budynek dawnej apteki z 1690 r.
- kościół parafialny pw. Wniebowzięcia Najświętszej Marii Panny, z II poł. XIV w, mieszczący się w centralnej części miasta. Powstawał etapami – w 1381 r. wzniesiono część dzisiejszego prezbiterium, w I poł. XV w. powstał korpus kościoła. Odbudowany po pożarze w 1487 r., przebudowany na początku XVI i w XIX w[13]. Od samego początku był to kościół parafialny i taką też funkcję pełni do dzisiaj. Zewnętrzne ściany świątyni zdobią XVII-wieczne renesansowe płyty nagrobne. Wewnątrz kościoła m.in. XVIII-wieczny ołtarz i XVIII-wieczne figurki świętych. Ozdobne portale zdobiące wejścia do kościoła wykonane są w stylu późnogotyckim.
- Kościół św. Józefa Opiekuna, w ścisłym centrum, przy pl. Wolności. Kościół wzniesiony przez ewangelików latach 1747–1748, odbudowany po pożarze w 1762 r., wieża powstała w 1845 r., został gruntownie przebudowany w latach 1876–1878[13]. Od początku do zakończenia wojny służył wiernym z gminy ewangelickiej, obecnie (od 1999) jest kościołem filialnym świerzawskiej parafii.
- Kościół św. Jana i Katarzyny, romański. Kościół wzniesiony w połowie XIII w (w źródłach pisanych pierwszy raz o kościele informowano w 1268 r.). poza obrębem miasta na miejscu swego drewnianego poprzednika (wzmiankowanego już w 1195 r.). Zbudowany z kamienia łamanego (z piaskowcowymi narożnikami, portalami i obrzeżami okiennymi). Pierwotnie był budowlą bez wieży, jednonawową z prezbiterium i wyodrębnionym łukiem tęczowym. Prezbiterium zabudowane jest od wschodu (kościół jest orientowany) apsydą. Do północnej ściany przylega dobudowana po połowie XIII w. zakrystia. Wieża górująca nad świątynią została dobudowana w 1507 r., po zniszczeniach wywołanych pożarem w XV w. Nieco później kościół zyskał przybudówkę na ścianie południowej. Po zniszczeniach przebudowano również w ścianie południowej dwa okna. Prezbiterium przykrywa sklepienie krzyżowo-żebrowe, nawę - drewniany strop podparty dwiema kolumnami z drewna jodłowego[14].
- cmentarz przykościelny; 5 maja 2015 umieszczono na nim tekst po polsku i niemiecku o treści "Pokój Boży niech będzie z Nami wszystkimi - Uczcijmy pamięć zmarłych, których groby już nie istnieją. Oni stworzyli dobra, które nas otaczają. Byli i obecni mieszkańcy Świerzawy"[15]
  - ogrodzenie z budynkiem bramnym, z XVI w.
- dawna plebania, ul. Jeleniogórska 6, z ok. 1800 r.
- zamek, nie istnieje, z XVII w.
- park miejski, powstały po 1920 r.
- ratusz, Świerzawski magistrat pochodzi z 1810 roku i od początku służy tym samym celom. Powstał w miejscu poprzedniego ratusza który stał w tym miejscu. Ratusz wieńczy czworoboczna wieża zakończona hełmem, a samą wieże zdobi czterotarczowy zegar. Ozdobą ratusza jest płaskorzeźba przedstawiająca herb miasta czyli otwartą dłoń. Wewnątrz na uwagę zasługuje zabytkowa waga miejska zamieszczona na suficie w dolnym korytarzu. Świerzawski ratusz mieści się w centrum miasta na pl. Wolności. Budynek obecnie zajmuje Urząd Miasta i Gminy Świerzawa
- domy, pl. Wolności 2, 23 (d. Rynek), z 1767 r., XVIII i XIX w.
- most, ul. Zielona – Kościuszki, z XVI w.

inne zabytki techniki:
- wał przeciwpowodziowy wzdłuż rzeki Kamiennik pochodzący z XX wieku jest ciekawym rozwiązaniem inżynierii
- most kamienny, XVIII-wieczny, znajduje się nieco dalej.

## Gospodarka
Świerzawa jest głównie ośrodkiem usługowo-handlowym dla rolniczej okolicy. W mieście nie ma większych zakładów przemysłowych. Istnieje tutaj urząd pocztowy, punkty handlowe, usługowe, kilka serwisów, bar, stacja benzynowa, posterunek policji, biblioteka i dwie szkoły.

## Demografia
Piramida wieku mieszkańców Świerzawy w 2014 roku.

## Turystyka
Świerzawa leży w ciekawym turystycznie regionie na Pogórzu Kaczawskim i w pobliżu Gór Kaczawskich. Zabytki architektoniczne poświadczają jej długoletnią historię. Wszelkich informacji o historii, kulturze i zabytkach miasta oraz o bazie noclegowo-gastronomicznej udziela Centrum Kultury i Turystyki w Świerzawie przy ul. Jeleniogórskiej.

## Sport
W mieście działa klub piłkarski "Pogoń Świerzawa" założony w 1946 roku. Największy sukces klubu to gra w III lidze w sezonie 1995/96.

## Wspólnoty wyznaniowe
- Kościół rzymskokatolicki:
  - parafia Wniebowzięcia Najświętszej Maryi Panny (kościół św. Jana i Katarzyny)
- Kościół Zielonoświątkowy:
  - Zbór „Brama Nadziei”[18]
- Świadkowie Jehowy:
  - zbór, Sala Królestwa[19]

## Współpraca międzynarodowa
Miasta i gminy partnerskie:
- Obercunnersdorf (Niemcy)
- Malá Skála (Czechy)
- Chocz (Polska)
- Wiązów (Polska)